# Prima Lega (tennistavolo femminile)
La Prima Lega è la terza divisione su 4 del campionato svizzero femminile di tennistavolo.

## Storia

### Denominazioni
- dal ????: Prima Lega

## Partecipanti stagione 2012-2013

### AGTT
- CTT Carouge 1
- CTT Meyrin 1
- CTT Veyrier 1

### MTTV
- TTC Bern 1
- TTC Burgdorf 1
- TTC Port 1
- TTC Regio Moossee 1
- TTC Schwarzenburg 1

### NWTTV
- TTC Breitenbach 1
- TTC Mellingen 1
- TTC Mellingen 2
- TTC Zofingen 1

### OTTV
- TTC Buchs Zürich 1
- TTC Niederhasli 1
- TTC St. Gallen 1
- TTC Uster 2
- TTC Young Stars ZH 2
- TTC Zürich Affoltern 2